# Matthias Kehle
Matthias Kehle (* 17. Februar 1967 in Karlsruhe) ist ein deutscher Schriftsteller.

## Leben
Matthias Kehle wuchs in Ettlingen zusammen mit einer Schwester auf. Seine Mutter war Sekretärin bei der örtlichen Volkshochschule, sein Vater Techniker bei Siemens. Nach dem Abitur am Eichendorff-Gymnasium studierte er Germanistik und Soziologie an den Universitäten Heidelberg und Karlsruhe.
Nach dem Studium war er zunächst wissenschaftlicher Angestellter am Institut für Soziologie der Uni Karlsruhe, seit 2002 betätigt er sich als freier Schriftsteller, Journalist, Kritiker, Herausgeber, Lektor und Organisator von Literatur-Events, u. a. Literaturtage Nordschwarzwald, Poesiefestival Konstanz und Baden-Württembergische Literaturtage Ettlingen. Neben journalistischen Beiträgen für Tageszeitungen und Magazine veröffentlichte er Lyrik und Prosa in zahlreichen Literaturzeitschriften und Anthologien. 
Kehle war 2009 bis 2013 Landesvorsitzender des Verbands deutscher Schriftsteller (VS) in Baden-Württemberg, er war bis 2022 Mitglied im PEN-Zentrum Deutschland. 2014/2015 hatte er einen Lehrauftrag für zeitgenössische Lyrik an der Universität Karlsruhe. Mitte 2016 wurde er zum stellvertretenden Vorsitzenden des Stiftungsrates der Werner-Dürrson-Stiftung gewählt. Matthias Kehle war von 1999 bis 2017 Mitglied im Beirat der Literarischen Gesellschaft Karlsruhe.
Anfang 2022 hat Kehle seine publizistische Tätigkeit eingestellt, er hat den „Beruf des Autors an den Nagel gehängt, mit allen Konsequenzen“. Er lebt in Karlsruhe und in einem Dorf im Nordschwarzwald.

## Einzeltitel
- Lieblingsplätze Nordschwarzwald. Reisebuch, Gmeiner-Verlag, 2021, ISBN 978-3839229323
- Ausgelassene Schweigeminute. Gedichte. Lindemanns Bibliothek im Info-Verlag, 2018, ISBN 978-3-96308-015-9
- Womo – Einen Spiegel erwischt es immer. Mit dem Wohnmobil zu den Höhepunkten aller 16. Bundesländer. Gmeiner-Verlag, 2018, ISBN 978-3-8392-2310-9
- mit Uwe Bogen: Einmalig Baden-Württemberg. Kurios, genial und legendär. Silberburg-Verlag, 2018, ISBN 978-3-8425-2098-1
- mit Chris Inken Soppa: Das gibt es nur am Bodensee. Silberburg-Verlag, 2018, ISBN 978-3-8425-2075-2
- Fundus/Stoc. Gedichte. Deutsch-Rumänisch, übersetzt von Traian Pop Traian. Mit einem Vorwort von Catalin Dorian Florescu. Pop Verlag, Ludwigsburg 2017, ISBN 978-3-86356-149-9
- Das gibt es nur im Schwarzwald. Silberburg-Verlag, 2016, ISBN 978-3-8425-1450-8.
- Die letzte Nacht. Erzählungen. Lindemanns Bibliothek im Info Verlag, 2016, ISBN 978-3-88190-883-2.
- mit Patricia Keßler: Das gibt es nur in Baden. Silberburg-Verlag, 2015, ISBN 978-3-8425-1411-9.
- mit Kirsten Bohlig (Fotos): Stadtgespräche aus Karlsruhe. Gmeiner-Verlag, 2015, ISBN 978-3-8392-1713-9.
- mit Tino Berlin: Ohne Geld durch Schwaben – Zwei Badener testen die Württemberger. Silberburg-Verlag, 2014, ISBN 978-3-8425-1329-7.
- Badische Bergbibel – Über alle Berge, Gipfel und Hügel. Silberburg-Verlag, 2014, ISBN 978-3-8425-1304-4.
- Scherbenballett. Gedichte. Verlag Klöpfer & Meyer Tübingen 2012.
- Fundus – Magasin. Gedichte. Deutsch-Französisch, übersetzt von Rüdiger Fischer. Silver Horse Edition, Marklhofen 2012.
- mit Mario Ludwig: Die Wanderbibel. Alles übers Bergwandern, Weitwandern, Nacktwandern und Stadtwandern. Wilhelm Heyne Verlag, München 2011, ISBN 978-3-453-60185-7.
- Fundus. Gedichte. Silver Horse Edition, Marklhofen 2009, ISBN 978-3-937037-32-5.
- Drahtamseln. Gedichte. Rimbaud Verlag, Aachen 2007, ISBN 978-3-89086-583-6.
- Vorübergehende Nähe. Gedichte. Neuausgabe, Rimbaud Verlag, Aachen 2005, ISBN 3-89086-637-9.
- Farben wie Münzen. Gedichte. Rimbaud Verlag, Aachen 2003, ISBN 3-89086-708-1.
- Pappert-Geschichten. Alkyon Verlag, Weissach i.T. 2003, ISBN 3-933292-72-7.
- Belebte Plätze. Gedichte. de Scriptum-Verlag, Uhldingen 1999, ISBN 3-931071-21-9.
- Vorübergehende Nähe. Gedichte. Alkyon Verlag, Weissach i.T. 1996, ISBN 3-926541-65-2.
- Elfmeterschießen. Erzählungen. Edition G. Braun, Karlsruhe 1992, ISBN 3-7650-8100-0.

## Herausgabe
- mit Thomas Lindemann: Neues Karlsruher Lesebuch. Info Verlag, Karlsruhe 2010, ISBN 978-3-88190-589-3.
- mit Thomas Lindemann: Letzte Verführung. Nachgelassene Texte von Kuno Bärenbold. Info Verlag, Karlsruhe 2008.
- Sondern anderswo. Neue Literatur vom Oberrhein. Literarische Gesellschaft Karlsruhe 1996, ISBN 3-86142-086-4.

## Anthologien und Literaturzeitschriften
- Das Gedicht. Zeitschrift für Lyrik, Essay und Kritik. Band 23.
- Karl Otto Conrady (Hrsg.): Der Große Conrady. Das Buch deutscher Gedichte. Von den Anfängen bis zur Gegenwart. Artemis & Winkler, Düsseldorf 2008.
- Axel Kutsch (Hrsg.): Versnetze. Das große Buch der neuen deutschen Lyrik. Verlag Ralf Liebe, Weilerswist 2008, ISBN 978-3-935221-86-3.
- Christoph Buchwald, Silke Scheuermann (Hrsg.): Jahrbuch der Lyrik 2007. S. Fischer, Frankfurt am Main 2006, ISBN 3-10-009651-7.
- Theo Breuer (Hrsg.): NordWestSüdOst. Gedichte von Zeitgenossen. Edition YE, Sistig/Eifel 2003, ISBN 3-87512-192-9.

Literaturzeitschriften: Allmende – Zeitschrift für Literatur, Am Erker, die horen, ndl, Ostragehege, poet u. v. a.

## Preise und Auszeichnungen (Auswahl)
- Literaturstipendium des Landes Baden-Württemberg (2003).
- Thaddäus-Troll-Preis (2013)
- 3. Preis Schwäbischer Literaturpreis (2015)